# Parafia św. Maksymiliana Marii Kolbego w Buchcicach
Parafia św. Maksymiliana Marii Kolbego w Buchcicach – parafia rzymskokatolicka, znajdująca się w diecezji tarnowskiej, w dekanacie Tuchów.